# Bernard Lajarrige
Pour les articles homonymes, voir Lajarrige.
Bernard Leynia de La Jarrige, dit Bernard Lajarrige (ou La Jarrige), est un comédien français, né le 25 février 1912 à Saint-Mandé (Seine) et mort le 29 mai 1999 dans le 14e arrondissement de Paris.

## Biographie
Bernard Lajarrige est le fils unique de Jean (18 septembre 1875 Chamboulive-10 janvier 1951 Treignac), médecin, auteur de carnets de Guerre (août 1914-juin 1915) et d'Adrienne des Mazis (1882-1935). Sa mère écrit des poèmes qu'elle publie sous le pseudonyme de Jacques Sizam  (anagramme de Mazis). Son oncle Louis Leynia de la Jarrige est un peintre animalier et illustrateur de La Semaine de Suzette. Les  Leynia de Lajarrige sont issus d’une ancienne famille bourgeoise du Limousin.
Son père s'opposant à ce qu'il devienne comédien, il fait des études en sciences politiques, mais, ne renonçant pas à sa vocation, il entre  dans la troupe des Comédiens Routiers de Léon Chancerel, où il reste quatre ans et y rencontre sa future femme. Dès 1930, il constitue donc le premier noyau des Comédiens Routiers auprès de François Bloch-Lainé, Maurice Jacquemont, Michel Richard et Pierre Gouter plus tard rejoints par Hubert Gignoux. Il démarre sur les planches en 1931. Il se forme au métier de comédien auprès de Jules Truffier, acteur de la Comédie-Française, puis de René Simon. Il fait toute une saison au théâtre de la Porte-Saint-Martin, jouant notamment dans Boudu sauvé des eaux de René Fauchois.
Fait prisonnier de guerre en 1940, il est libéré après six mois de captivité.
Il débute à la télévision en 1949 et y enchaîne les rôles principaux de 1950 à 1955.
Bernard Lajarrige termine sa carrière en 1993 aux côtés de Philippe Noiret dans Le Roi de Paris. Sa filmographie est imposante et il est un des seconds rôles marquants des années 1940 et 1950.
Bernard Lajarrige a été fait chevalier des Arts et Lettres par André Malraux le 8 février 1968 en hommage à sa carrière théâtrale et cinématographique. Dans ses mémoires, Trois petits tours, parus après sa mort, il évoque ainsi sa carrière : « J'ai fait ce métier parce que j'avais envie de créer de nombreux personnages, j'y suis arrivé sans avoir les angoisses d’une vedette à l'affût de son rôle et sans n'avoir jamais fait partie de l'industrie du show-business... ». Dans cet ouvrage, Michel Galabru et Robert Hossein rendent hommage au jeu et à la simplicité de l'acteur : « honnête homme » nous dit Galabru « de cette espèce si précieuse, faite d'indulgence, d'humanité et d'amitié. Et qui ne semble avoir été créée que pour donner de la joie, du plaisir et du bonheur aux autres, aux siens, à son public ! ».
Marié avec Pauline Simon (1909-1991), fille du peintre Lucien Simon (1861-1945), il a cinq enfants, quatre filles et un fils : Françoise, Martine, Caroline, Marc et Nathalie,.
Il vit à Paris dans une maison située près de l'Observatoire, construite par son beau-père en 1906.
Il est inhumé au cimetière de Combrit, dans le Finistère.

## Théâtre
- 1938 : Le Chirurgien de Jouvence de René Fauchois, Théâtre des Célestins
- 1943 : Les J3 de Roger Ferdinand avec François Périer (pièce jouée pendant trois ans; 1000 représentations), Théâtre des Bouffes-Parisiens et tournée au Brésil
- 1943 : La Jeune Fille adorable
- 1946 : Le Saint-Bernard de Claude André Puget, Théâtre des Bouffes-Parisiens
- 1947 : Trois garçons une fille de Roger Ferdinand, mise en scène Paule Rolle, Théâtre du Gymnase, Théâtre Daunou
- 1948 : Ils ont vingt ans de Roger Ferdinand, mise en scène Jacques Baumer, Théâtre Daunou
- 1949 : Le Médecin malgré lui de Molière, Théâtre Daunou
- 1950 : Bobosse d'André Roussin, mise en scène de l'auteur, Théâtre royal du Parc, Théâtre des Célestins, Théâtre de la Michodière
- 1952 : Le Bon Débarras de Pierre Barillet et Jean-Pierre Grédy, mise en scène Jean Wall, Théâtre Daunou
- 1954 : La Main passe de Georges Feydeau, mise en scène Jean Meyer, Théâtre Antoine
- 1955 : La Main passe de Georges Feydeau, mise en scène Jean Meyer, Théâtre des Célestins
- 1956 : Thé et sympathie de Robert Anderson, mise en scène Jean Mercure, Théâtre de Paris
- 1957 : Scabreuse Aventure de Dostoïevski, mise en scène Georges Annenkov, Théâtre du Vieux Colombier
- 1958 : Thé et sympathie de Robert Anderson, mise en scène Jean Mercure, Théâtre des Célestins, tournée
- 1960 : Supplément au voyage de Cook de Jean Giraudoux, mise en scène Jean Le Poulain, Festival de Bellac
- 1961 : Coralie et Compagnie de Maurice Hennequin et Albin Valabrègue, mise en scène Jean Le Poulain, Théâtre Sarah Bernhardt
- 1962 : Qui ou quand ? de Jean Silvain, mise en scène Jean-Paul Cisife
- 1965 : La Conversation de Claude Mauriac, mise en scène Nicolas Bataille, Théâtre de Lutèce
- 1966 : Croque-Monsieur de Marcel Mithois, mise en scène Jean-Pierre Grenier, Théâtre des Ambassadeurs
- 1967 : Croque-monsieur de Marcel Mithois, mise en scène Jean-Pierre Grenier, Théâtre des Célestins
- 1969 : Adieu Berthe de John Murray et Allen Boretz, mise en scène Jacques Charon, Théâtre des Célestins
- 1971 : Échec et meurtre de Robert Lamoureux, mise en scène Jean Piat, Théâtre Marigny
- 1971 :Croque-monsieur de Marcel Mithois, mise en scène Jean-Pierre Grenier, Théâtre des Célestins
- 1980 : Les Fausses Confidences de Marivaux, mise en scène Jean Meyer, Théâtre des Célestins
- 1981 : Le Malade imaginaire de Molière, mise en scène Jean Meyer, Théâtre des Célestins
- 1981 : La guerre de Troie n'aura pas lieu de Jean Giraudoux, mise en scène Jean Meyer, Théâtre des Célestins
- 1981 : Les Sorcières de Salem de Arthur Miller, mise en scène Jean Meyer, Théâtre des Célestins
- 1982 : En sourdine… les sardines ! de Michael Frayn, mise en scène Robert Dhéry, Théâtre des Bouffes-Parisiens
- 1985 : Topaze de Marcel Pagnol, mise en scène Jean Meyer, Théâtre des Célestins
- 1985 : Comme de mal entendu de Peter Ustinov, mise en scène Michel Bertay, Théâtre de la Madeleine
- 1990 : Oui patron de Jean Barbier, mise en scène Gérard Savoisien, Théâtre des Nouveautés

## Filmographie

### Cinéma
- 1933 : La Rose des vents de Léon Chancerel - (court-métrage tourné à Penmarch, Finistère)
- 1936 : Sous les yeux d'Occident de Marc Allégret
- 1936 : Voila Paris de Maurice Mairgance et Claude Bayser - (court métrage)
- 1938 : Orage de Marc Allégret : Un copain
- 1938 : La Cité des lumières  de Jean de Limur
- 1940 : L'Émigrante de Léo Joannon : le journaliste
- 1942 : La Loi du printemps de Jacques Daniel-Norman
- 1942 : Patricia de Paul Mesnier : le gars du village
- 1943 : L'Auberge de l'abîme de Willy Rozier
- 1943 : Fou d'amour de Paul Mesnier : Le spectateur
- 1943 : Les Anges du péché de Robert Bresson : un gardien de la prison
- 1944 : L'Ange de la nuit d'André Berthomieu
- 1944 : Le ciel est à vous de Jean Grémillon : le mécano
- 1945 : Les Dames du bois de Boulogne de Robert Bresson - rôle coupé au montage
- 1945 : Sylvie et le Fantôme de Claude Autant-Lara
- 1946 : Leçon de conduite de Gilles Grangier : Roland
- 1946 : Amour, Délices et Orgues d'André Berthomieu : Martin
- 1947 : Le silence est d'or de René Clair : Paulo
- 1947 : Carré de valets d'André Berthomieu : Albert Furet
- 1948 : Émile l'Africain de Robert Vernay : Daniel Cormier
- 1948 : Trois Garçons, une fille de Maurice Labro : Michel Dourville
- 1949 : La Petite Chocolatière d'André Berthomieu : Raoul Pinglet, le chauffeur
- 1949 : Pas de week-end pour notre amour de Pierre Montazel : Christian, le frère de Franck
- 1949 : L'Invité du mardi de Jacques Deval
- 1949 : Mission à Tanger d'André Hunebelle : P'tit Louis
- 1949 : Rendez-vous de juillet de Jacques Becker: Guillaume Rousseau
- 1949 : Millionnaires d'un jour  d'André Hunebelle : Philippe Dubreuil, le journaliste
- 1950 : Au p'tit zouave de Gilles Grangier : Louis, le petit malfrat
- 1950 : Casimir de Richard Pottier : Paul-André, un  peintre
- 1950 : Méfiez-vous des blondes d'André Hunebelle : Petit Louis, le photographe
- 1951 : Vedettes sans maquillage de Jacques Guillon : lui-même - (court métrage)
- 1951 : Le Plus Joli Péché du monde de Gilles Grangier : Bébert/Albert Pignol
- 1951 : Le Cap de l'Espérance de Raymond Bernard : Raymond
- 1951 : Ma femme est formidable d'André Hunebelle : le joueur de belote
- 1952 : Massacre en dentelles d'André Hunebelle : P'tit Louis, le photographe
- 1952 : Monsieur Leguignon lampiste de Maurice Labro : M. Follenfant, l'avocat de M. Leguignon
- 1952 : Bacchus mène la danse de Jacques Houssin - Film resté inachevé
- 1952 : Les Belles de nuit de René Clair : Léon, le gendarme
- 1952 : Les Détectives du dimanche de Claude Orval : Laurent
- 1953 : Femmes de Paris de Jean Boyer : L'inspecteur Corbin
- 1954 : Nuits andalouses de Maurice Cloche : Gaston
- 1954 : Mam'zlle Nitouche d'Yves Allégret : Loriot, le réserviste qui arrive en avance
- 1954 : Joyeux Noël de Juan Antonio Bardem : Juan
- 1955 : Le Fils de Caroline Chérie de Jean Devaivre : Lavaux, l'ordonnance de Juan
- 1955 : Les Chiffonniers d'Emmaüs de Robert Darène : Philippe, le légionnaire
- 1955 : Les Nuits de Montmartre de Pierre Franchi : L'inspecteur Bailly
- 1955 : Treize à table d'André Hunebelle : Raphaël
- 1956 : La Traversée de Paris de Claude Autant-Lara : un agent de police
- 1957 : Ah ! Quelle équipe de Roland Quignon : Louis Sévrier
- 1957 : Élisa de Roger Richebé : M. Granier
- 1957 : Une nuit aux Baléares de Paul Mesnier : Dysian Mekanovitch
- 1957 : Les Espions d'Henri-Georges Clouzot : le garçon de café
- 1958 : Échec au porteur de Gilles Grangier : Le Crocq
- 1958 : Tant d'amour perdu de Léo Joannon : l'imprésario
- 1959 : Meurtre en 45 tours d'Étienne Périer : Moureu
- 1959 : Archimède le clochard de Gilles Grangier : le poissonnier
- 1959 : Marie des Isles de Georges Combret
- 1959 : Le Secret du chevalier d'Eon de Jacqueline Audry : Pascal d'Éon de Beaumont
- 1959 : Nathalie, agent secret d'Henri Decoin
- 1959 : La Chatte sort ses griffes d'Henri Decoin : Dalmier, dit Athos
- 1959 : Une fille pour l'été d'Édouard Molinaro : Le barman
- 1959 : Quai du point du jour de Jean Faurez : Robert, un gendarme
- 1960 : Il suffit d'aimer de Robert Darène : François Soubirous
- 1960 : Pantalaskas de Paul Paviot : Clergeon
- 1961 : Le Capitaine Fracasse de Pierre Gaspard-Huit : Le serviteur du baron de Sigognac
- 1961 : Karolina Rijecka de Vladimir Pogacic
- 1962 : Sherlock Holmes et le collier de la mort de Terence Fisher et Frank Winterstein : Le policier français
- 1963 : La Porteuse de pain de Maurice Cloche : Le préfet de police
- 1964 : Le Train de John Frankenheimer : Bernard, le docteur
- 1964 : Requiem pour un caïd de Maurice Cloche : L'inspecteur Lenoir
- 1964 : Angélique, marquise des anges de Bernard Borderie : Le baron de Monteloup
- 1964 : Allez France ! de Robert Dhéry : Un supporter français
- 1964 : Les Créatures d'Agnès Varda : Le docteur Desteau
- 1964 : Les Deux Orphelines de Riccardo Freda : Rumagnac
- 1965 : Coplan FX 18 casse tout de Riccardo Freda : Bruno Schwartz
- 1965 : Pleins feux sur Stanislas de Jean-Charles Dudrumet : Paul
- 1966 : Roger la honte  de Riccardo Freda : Bernadit
- 1966 : À la belle étoile de Pierre Prévert - (moyen métrage) - Film pour la télévision sorti en salles
- 1968 : Mayerling de Terence Young : Loschek
- 1969 : Les Patates de Claude Autant-Lara : Le maire de Boury-Fidèle
- 1969 : L'Armoire de Jean-Pierre Moulin - court métrage - Le voleur
- 1970 : Darling Lili de Blake Edwards : Le pilote français chantant la Marseillaise
- 1971 : Les Stances à Sophie, de Moshé Mizrahi : M. Aignan
- 1971 : Schulmeister, espion de l'empereur de Jean-Pierre Decourt
- 1972 : Le Droit d'aimer d'Éric Le Hung
- 1972 : Le Bar de la fourche d'Alain Levent : Nicky Holly
- 1972 : Le Trèfle à cinq feuilles d'Edmond Freess
- 1973 : L'Affaire Crazy Capo de Patrick Jamain
- 1973 : Les Charlots en folie : À nous quatre Cardinal ! d'André Hunebelle : Un aubergiste de Beauvais
- 1974 : Que la fête commence de Bertrand Tavernier : Amaury de Lambilly
- 1974 : Le Bougnoul de Daniel Moosmann : Rémy Cortin, le patron du bistrot
- 1975 : On a retrouvé la septième compagnie de Robert Lamoureux : L'artificier
- 1977 : La Vie devant soi de Moshé Mizrahi : Louis Charmette, retraité S.N.C.F
- 1977 : Le Crabe-tambour de Pierre Schoendoerffer : Le recteur
- 1978 : Violette Nozière de Claude Chabrol : M. de Pinguet
- 1979 : Liés par le sang (Bloodline) de Terence Young : Le majordome
- 1979 : De l'enfer à la victoire (Contro quattro bandiere) d'Umberto Lenzi
- 1980 : La Puce et le Privé de Roger Kay : Le vieux compagnon du colonel
- 1984 : Le Cowboy de Georges Lautner : Alphonse
- 1987 : Le Radeau de la Méduse de Iradj Azimi : Raynaud
- 1995 : Le Roi de Paris de Dominique Maillet : Champmartin

### Télévision
- 1958 : Hôtel des neiges de Jean Vernier
- 1963 : Les choses voient de André Pergament
- 1963 : Commandant X - épisode : Le dossier Elisabeth Grenier de Jean-Paul Carrère
- 1964 : L'Abonné de la ligne U de Yannick Andréi - 12 épisodes (série) - Octave Longspès
- 1965 : Il est passé par ici, de Jacques Pierre
- 1966 : La Chasse au météore de Roger Iglesis
- 1967 : Signé alouette de Jean Vernier
- 1969 : SOS fréquence 17, épisode : Chien à abattre de Christian-Jacque
- Au théâtre ce soir :
  - 1970 : Jupiter de Robert Boissy, mise en scène Jacques-Henri Duval, réalisation Pierre Sabbagh, Théâtre Marigny  - Rodrigue
  - 1970 :  Adieu Berthe d'Allen Boretz et John Murray, adaptation Albert Husson, Francis Blanche, mise en scène Jacques Charon, réalisation Pierre Sabbagh, Théâtre Marigny - Canteloube
  - 1971 : Échec et meurtre de Robert Lamoureux, mise en scène Jean Piat, réalisation Pierre Sabbagh, Théâtre Marigny - Jean Péronnet
- 1970 : Ne vous fâchez pas Imogène de Lazare Iglesis
- 1971 : Les Nouvelles Aventures de Vidocq, épisode Les Chauffeurs du Nord de Marcel Bluwal
- 1973 : Joseph Balsamo, feuilleton d'André Hunebelle
- 1973 : Les Enquêtes du commissaire Maigret, épisode : Maigret et la jeune morte de Claude Boissol : l'inspecteur Lognon
- 1973 : Le Jet d'eau
- 1974 : Les Brigades du Tigre, épisode Ce siècle avait sept ans de Victor Vicas
- 1974 : Gil Blas de Santillane de Jean-Roger Cadet (feuilleton)
- 1974 : Un curé de choc (26 épisodes de 13 minutes) de Philippe Arnal
- 1974 : Malaventure ép. « Monsieur seul » de Joseph Drimal
- 1977 : Les Enquêtes du commissaire Maigret, épisode : Maigret, Lognon et les gangsters de Jean Kerchbron : l'inspecteur Lognon
- 1978 : Les Brigades du Tigre, épisode Bandes et contrebandes de Victor Vicas
- 1982 : Médecins de nuit de Gérard Clément, épisode : Le Bizutage (série télévisée) : Le vieux gardien
- 1985 : Rancune tenace, (feuilleton) d'Emmanuel Fonlladosa
- 1985 : Les Enquêtes du commissaire Maigret, épisode : Maigret et le Client du samedi de Pierre Bureau
- 1987 : Les Cinq Dernières Minutes : La Peau du rôle de Guy Jorré
- 1987 : Les Enquêtes du commissaire Maigret, épisode : Un échec de Maigret de Gilles Katz
- 1988 : Les Enquêtes du commissaire Maigret, épisode : La Pipe de Maigret de Jean-Marie Coldefy
- 1989 : Les Enquêtes du commissaire Maigret, épisode : Maigret et l'inspecteur malgracieux de Philippe Laïk :
- 1988 : Les Enquêtes du commissaire Maigret : Maigret et le Voleur paresseux de Jean-Marie Coldefy
- 1988 : Les Enquêtes du commissaire Maigret, épisode : L'Homme de la rue de Jean Kerchbron
- 1989 : Les Enquêtes du commissaire Maigret, épisode : L'Auberge aux noyés de Jean-Paul Sassy
- 1988 : Les Cinq Dernières Minutes (Eh bien, chantez maintenant) d'Alain Franck
- 1990 : Les Enquêtes du commissaire Maigret, épisode : Stan le tueur de Philippe Laïk
- 1990 : Les Cinq Dernières Minutes de Guy Jorré, épisode : Le Miroir aux alouettes